# Lucas Victoriano
Lucas Javier Victoriano Acosta (San Miguel de Tucumán, 5 novembre 1977) è un ex cestista e allenatore di pallacanestro argentino con cittadinanza spagnola.

## Carriera
Con l'Argentina ha disputato i Campionati mondiali del 2002 e quattro edizioni dei Campionati americani (1997, 1999, 2001, 2003).

## Palmarès

### Giocatore
- Legadue: 1

Scafati: 2005-06
- Coppa Italia di Legadue: 1

Scafati: 2006
- Liga LEB Oro: 1

Saragozza: 2007-08

### Allenatore
- Campionato argentino: 1

IACC Cordoba: 2021-22
- Torneo Súper 20: 1

IACC Cordoba: 2021